# Chromaspirina guanabarensis
Chromaspirina guanabarensis is een rondwormensoort uit de familie van de Desmodoridae. De wetenschappelijke naam van de soort is voor het eerst geldig gepubliceerd in 2009 door Maria.